# Boston Athletic Association
Boston Athletic Association, es una asociación sin ánimo de lucro dedicada a la promoción del deporte, con sede en Boston, Massachusetts.
Actualmente esta asociación se encarga de organizar y coordinar la maratón de Boston.

## Historia
Es uno de los clubes deportivos más antiguos de los Estados Unidos. Se fundó el 15 de marzo de 1887 y su primer presidente fue Robert F. Clark, con el apoyo de los principales entusiastas de los deportes, los empresarios y los políticos. De acuerdo con el artículo II de sus estatutos de 1890, su objetivo era Encourage all manly sports and promote physical culture (alentar en todos los deportes viriles y promover la cultura física).
La sede del club se implantó en la esquina de Exeter y de las calles Boylston en Boston Back Bay en 1888. Las instalaciones tenían gimnasio, una bolera, sala de billar, baños turcos y pistas de tenis, además de tener en un campo de tiro y un club de campo. Entre las actividades deportivas del momento estaban: boxeo, esgrima, waterpolo y atletismo.
En 1888 se convirtió en la primera asociación del continente americano en tener un equipo de waterpolo cuando John Robinson, un entrenador de natación inglés, organizó un equipo en la asociación.
El club celebró su primera competición de atletismo en 1890 y en 1897 se celebra la primera maratón de Boston. Se elige como símbolo de la asociación un unicornio, que permanecerá como símbolo en las medallas de la maratón hasta hoy en día.
En 1936, la sede del club se cerró debido a dificultades financieras y la Boston Athletic Association tiene que trasladarse a l 40 Trinity Place. En 1986, John Hancock Financial Services Inc. asumió el patrocinio de la maratón de Boston.